# Liste der Bischöfe von Pontefract
Die Liste der Bischöfe von Pontefract stellt die bischöflichen Titelträger der Church of England, der Diözese von York, in der Province of York dar. Der Titel wurde nach der Mittelstadt Pontefract benannt.
| Liste der Bischöfe von Pontefract | Liste der Bischöfe von Pontefract | Liste der Bischöfe von Pontefract | Liste der Bischöfe von Pontefract |
| Von                               | Bis                               | Name                              | Anmerkungen                       |
| --------------------------------- | --------------------------------- | --------------------------------- | --------------------------------- |
| 1931                              | 1938                              | Campbell Hone                     | danach Bischof von Wakefield      |
| 1939                              | 1949                              | Tom Longworth                     | danach Bischof von Hereford       |
| 1949                              | 1954                              | Arthur Morris                     |                                   |
| 1954                              | 1961                              | George Clarkson                   |                                   |
| 1961                              | 1968                              | Eric Treacy                       | danach Bischof von Wakefield      |
| 1968                              | 1971                              | Gordon Fallows                    |                                   |
| 1971                              | 1992                              | Thomas Hare                       |                                   |
| 1993                              | 1998                              | John Thornley Finney              |                                   |
| 1998                              | 2002                              | David Charles James               | danach Bischof von Bradford       |
| 2002                              | Gegenwart                         | Tony Robinson                     |                                   |